# Distretto di El Hachimia
Il distretto di El Hachimia è un distretto della provincia di Bouira, in Algeria, con capoluogo El Hachimia.